# Яшников Григорій Іванович
Григорій Іванович Яшников (1896 — ?) — український радянський державний діяч, голова Запорізької міської ради.

## Життєпис
Закінчив трьохкласне технічне училище. Працював у сільському господарстві та робітником-мулярем.
До лютого 1917 року служив рядовим у російській армії, брав участь у військових діях Першої світової війни. Потрапив у австрійський полон, утримувався 6 місяців у таборі для військовополонених в Австро-Угорщині.
У 1919 році (під час денікінської окупації) — на підпільній роботі.
З 12 лютого 1920 року — секретар Олександрівського повітового (губернського) відділу профспілки робітників Південно-Західної залізниці.
Член РКП(б) з 29 лютого 1920 року.
У 1921—1922 роках — секретар Запорізького губернського відділу профспілки радянських працівників.
16 вересня 1921 — 17 травня 1922 року — голова Запорізької міської ради. До травня 1922 року поєднував роботу на посаді голови міської ради з роботою у профспілках. У травні 1922 року склав з себе повноваження голови міської ради і повністю зосередився на профспілковій роботі.
У 1922 році — голова Запорізького губернського відділу профспілки радянських працівників.
Подальша доля невідома.